# Moréac
 Moréac  (en bretón Mourieg) es una población y comuna francesa, situada en la región de Bretaña, departamento de Morbihan, en el distrito de Pontivy y cantón de Locminé.

## Demografía
| 2733 | 2593 | 2662 | 2766 | 2920 | 2893 |
| Para los censos de 1962 a 1999 la población legal corresponde a la población sin duplicidades (Fuente: INSEE [Consultar]) |      |      |      |      |      |